# Palm Beach (Aruba)
Koordinaten: 12° 34′ 0″ N, 70° 2′ 0″ W

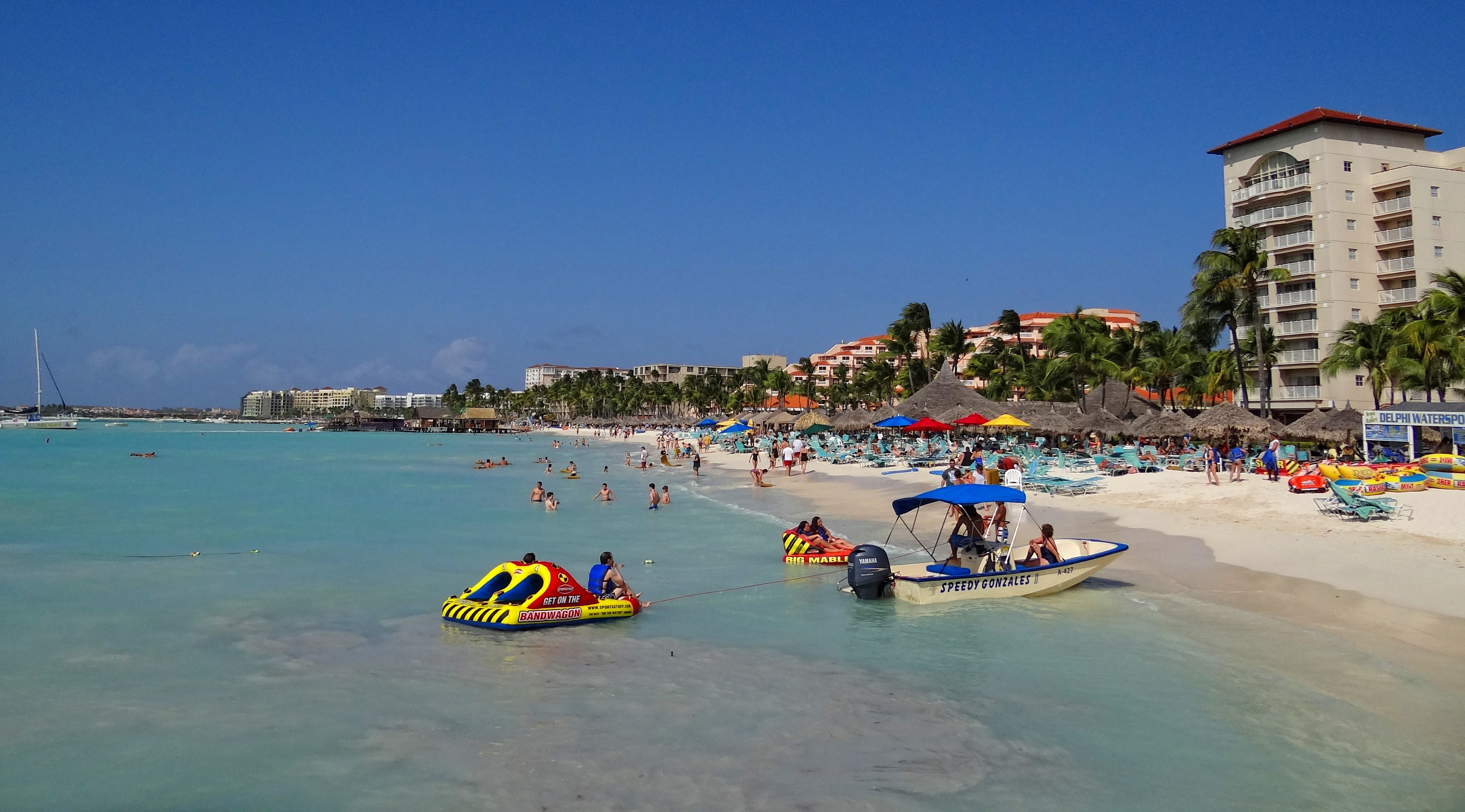
Teilansicht Palm Beach (2013)

Palm Beach ist eine Kleinstadt und der größte zusammenhängende Tourismusbezirk auf der Karibikinsel Aruba in der Region Aruba Noord.

## Beschreibung

### Ort
Palm Beach Stadt liegt rund sechs Kilometer nördlich von Oranjestad, der Hauptstadt von Aruba und wurde in den 1990er Jahren durch seine Hochhaus-Hotels, wie Hyatt Regency Aruba Resort & Casino, Aruba Marriott Resort, Occidental Grand Aruba und Radisson Aruba Resort, Casino & Spa bekannt. Es ist das einzige Gebiet auf Aruba, wo Hochhäuser mit bis zu 14 Stockwerken gebaut wurden. Ein Einkaufsviertel (Palm Beach Plaza Mall) neben den Hotels wurde 2009 eröffnet.
Der Ort Palm Beach ist auch durch seine Ferienappartements im Timesharingverfahren (Teilzeiteigentum) bekannt, die es sonst auf der Insel nicht gibt. Palm Beach ist mit verschiedenen Buslinien, die von Arubus betrieben werden, mit dem ÖPNV-Netz der Insel verbunden.
| Unterkunftsanteil in % | 2008 | 2009 | 2010 | 2011 | 2012 |
| ---------------------- | ---- | ---- | ---- | ---- | ---- |
| Hotel                  | 48,4 | 50,9 | 52,7 | 57,6 | 60,3 |
| Timeshare              | 39,0 | 34,7 | 32,2 | 28,9 | 25,4 |
| Privatunterkunft       | 9,1  | 10,2 | 11,0 | 10,3 | 11,1 |

### Strand
Der drei Kilometer lange gleichnamige Strand liegt rund 1,5 Kilometer östlich vom Stadtzentrum entfernt und wird von zahlreichen Hotels namhafter Ketten mit Wassersporteinrichtungen, Strandbars, Restaurants und Geschäften gesäumt. Zusammen mit dem benachbarten Eagle Beach im Süden, wurde der Strand auf Tripadvisor Travellers Choice 2013 in der Liste der besten Strände der Welt auf Platz sieben geführt.

## Sport
Die Beachtennis-Anlagen in Palm Beach sind bekannt für ihre internationalen Wettbewerbe, die für Profis und Amateure dort ausgetragen werden. Nationale und internationale Wettbewerbe finden jeweils im Juni und November statt.